# Provincia di Kandahar
La provincia di Kandahar è una provincia dell'Afghanistan di 1 146 954 abitanti, che ha come capoluogo Kandahar. Confina con le province di Helmand a ovest, di Oruzgan e di Zabol a nord e con il Pakistan (Belucistan) a sud-est.

## Suddivisioni amministrative
La provincia di Kandahar è divisa in sedici distretti:

Distretti di Kandahar.

- Arghandab
- Arghistan
- Daman
- Ghorak
- Kandahar
- Khakrez
- Maruf
- Maywand
- Miyan Nasheen
- Naish
- Panjwaye
- Reg
- Shah Wali Kot
- Shorabak
- Spin Boldak
- Zhari